# Isidor Vollnhals
Isidor Vollnhals (* 2. Juli 1949 in Rieshofen) war von 2010 bis 2019 Generalvikar des Bistums Eichstätt.

## Leben
Isidor Vollnhals stammt aus Rieshofen in der Gemeinde Walting im Landkreis Eichstätt. Er studierte in Eichstätt und Regensburg Philosophie und Theologie. Seit 1969 ist er Mitglied der katholischen Studentenverbindung K.D.St.V. Alcimonia Eichstätt im CV. Am 30. Juni 1974 weihte ihn Bischof Alois Brems zum Priester für die Diözese Eichstätt – die Priesterweihe war damals wegen der Domrenovierung im Ingolstädter Münster.
Isidor Vollnhals war zunächst Kaplan in Nürnberg, Pfarrei Maria am Hauch, Deining und Neumarkt/St. Johannes. Von 1978 bis 1984 war er Kaplan in der Münsterpfarrei Ingolstadt und Stadtjugendseelsorger. 1984 wurde er zum Dienst in der Militärseelsorge freigestellt und war acht Jahre Militärpfarrer in Bad Reichenhall. 1992 ernannte der Bischof von Eichstätt ihn zum Münsterpfarrer in Ingolstadt. 18 Jahre leitete Vollnhals die Pfarrei. Von 1998 bis 2004 war er auch Dekan des Dekanates Ingolstadt. 2004 übernahm er zusätzlich die Pfarrei St. Moritz. Als Pfarrer der beiden Ingolstädter Innenstadtpfarreien war Isidor Vollnhals auch für die City-Seelsorge in Ingolstadt verantwortlich.
Am 1. August 2010 wurde Vollnhals als Nachfolger von Johann Limbacher von Diözesanbischof Gregor Maria Hanke zum Generalvikar des Bistums Eichstätt ernannt. Im Jahr 2011 wurde er als Dompropst zum Vorsitzenden im Eichstätter Domkapitel, dem er seit 2010 angehört. Im Juli 2019 wurde er aus dem Amt des Generalvikars verabschiedet, das er zum 1. September desselben Jahres aus Altersgründen aufgegeben hat.